# Шарішський потік
Шарішський потік (словац. Šarišský potok) — річка; права притока Ториси, протікає в окрузі Пряшів.
Довжина приблизно 7.7-7.8 км. Витік знаходиться в масиві Спішсько-Шарішське міжгір'я — на висоті приблизно 375 метрів.
Протікає територією сіл Жупчани; Малий Шариш і міста Великий Шариш. Впадає в Торису на висоті приблизно 255-260 метрів.